# Pseudoscopas campestris
Pseudoscopas campestris är en insektsart som beskrevs av Ronderos 1987. Pseudoscopas campestris ingår i släktet Pseudoscopas och familjen gräshoppor. Inga underarter finns listade i Catalogue of Life.